# Горњопровансалски Алпи
Горњопровансалски Алпи (фр. Alpes-de-Haute-Provence) департман је у југоисточној Француској. Припада региону Прованса-Алпи-Азурна обала, а главни град департмана (префектура) је Дињ ле Бен. Департман Горњопровансалски Алпи је означен редним бројем 04. Његова површина износи 6.925 km². По подацима из 2010. године у департману Горњопровансалски Алпи је живело 160.149 становника, а густина насељености је износила 23 становника по км².
Овај департман је административно подељен на:
- 4 округа
- 30 кантона и
- 200 општина.

## Демографија
| 2011.   |
| ------- |
| 160.959 |